# 李庙乡
李庙乡是中国陕西省商洛市商州区下辖的一个乡。

## 行政区划
李庙乡下辖以下行政区：
双楼村、周村、黄川村、紫峪村、解村、杜村、黑沟村、江山村、猴神村、寇村、李庙村